# Caenognosis incisa
Caenognosis incisa är en fjärilsart som beskrevs av Walsingham 1900. Caenognosis incisa ingår i släktet Caenognosis och familjen vecklare. Inga underarter finns listade i Catalogue of Life.